# Colônia de Singapura
A Colônia de Cingapura foi uma colônia da coroa do Império Britânico que existiu de 1946 até 1963, quando Singapura tornou-se parte da Malásia. Quando o Império do Japão se rendeu aos Aliados no final da Segunda Guerra Mundial, a ilha foi devolvida aos britânicos em 1945. Em 1946, os Estabelecimentos dos Estreitos foram dissolvidos e Singapura, juntamente com as Ilhas Cocos-Keeling e a Ilha Christmas, se tornaram uma  colônia da coroa separada.  A colônia foi governada pelo Império Britânico até obter uma autorregulamentação  interna parcial em 1955.